# Ексцентрицитет
Ексцентрицитет (нумерички) је ненегативни број особен за сваки конусни пресек и једнозначно одређује његов облик. Формалније, два конусна пресека су слична ако и само ако имају исти ексцентрицитет. На ексцентрицитет се може гледати и као одступање конусног пресека од круга: 
- Ексцентрицитет круга је 0
- Ексцентрицитет елипсе је већи од 0, али мањи од 1.
- Ексцентрицитет параболе је 1.
- Ексцентрицитет хиперболе је већи од 1.

## Дефиниција
Конусни пресек се дефинише као геометријско место тачака у равни са особином да је однос растојања било које тачке на њему од стале тачке (фокус, F) и сталне праве (директриса, d) константан. Тај однос представља нумерички ексцентритет и за произвољну тачку М може се рачунати по формули:
{\displaystyle e={\frac {MF}{d(M,d)}}}.
Линеарни ексцентрицитет елипсе или хиперболе означава се са {\displaystyle c} и представља растојање једног фокуса од центра елипсе или хиперболе. Код круга се центар и фокус поклапају, те је његов линеарни ексцентрицитет 0. С обзиром да парабола нема центар, њен линеарни ексцентрицитет није дефинисан. 
Нумерички ексцентрицитет се такође може изразити као однос линеарног ексцентрицитета и велике полуосе за елипсу, односно реалне полуосе за хиперболу:
{\displaystyle e={\frac {c}{a}}}.
| Конусни пресек | Једначина | Ексцентрицитет (e)                                                                                            | Линеарни ексцентрицитет (c)               |
| -------------- | --- | --- | ----------------------------------------- |
| Круг           | {\displaystyle {x^{2}}+{y^{2}}={r^{2}}} | {\displaystyle 0}                                                                                             | {\displaystyle 0}                         |
| Елипса         | {\displaystyle {\frac {x^{2}}{a^{2}}}+{\frac {y^{2}}{b^{2}}}=1} или {\displaystyle {\frac {y^{2}}{a^{2}}}+{\frac {x^{2}}{b^{2}}}=1}, где је {\displaystyle a>b} | {\displaystyle {\sqrt {1-{\frac {b^{2}}{a^{2}}}}}}, {\displaystyle e} ∈ {\displaystyle (0},{\displaystyle 1)} | {\displaystyle {\sqrt {{a^{2}}-{b^{2}}}}} |
| Парабола       | {\displaystyle y^{2}=2px} или {\displaystyle x^{2}=2py} | {\displaystyle 1}                                                                                             | –                                         |
| Хипербола      | {\displaystyle {\frac {x^{2}}{a^{2}}}-{\frac {y^{2}}{b^{2}}}=1} или {\displaystyle {\frac {y^{2}}{a^{2}}}-{\frac {x^{2}}{b^{2}}}=1}                             | {\displaystyle {\sqrt {1+{\frac {b^{2}}{a^{2}}}}}}, {\displaystyle e>1}                                       | {\displaystyle {\sqrt {{a^{2}}+{b^{2}}}}} |

## Ексцентрицитет у астрономији
У астрономији, ексцентрицитет (или ексцентричност) орбите је један од шест орбиталних елемената и важна особина путања небеских тела у простору: (планета око сунца, сателита око планета...). 
Објекти са ексцентрицитетом нула (е = 0) имају кружну путању. Овакав случај у васиони је само теоријски, јер идеално кружна путања у природи не постоји. 
Ако је ексцентрицитет путање између нуле и један (0 < е < 1) ради се о елиптичној путањи. Ако је неко тело гравитационо везано за неко друго имаће елиптичну путању око центра масе система. 
Ексцентрицитет једнак јединици (е = 1) даје параболичну путању, али и овај случај је само идеализован. Ипак има доста тела која имају елиптичну путању са великим ексцентрицитетом који тежи јединици. Рецимо, дугопериодичне комете најчешће имају ексцентрицитете е > 0.95. 
Објекти са путањом ексцентрицитета изнад јединице (е > 1) имају хиперболичну путању, односно, тај објекат тада није гравитационо везан за систем у односу на који има хиперболичну путању. Рецимо, ако би неко тело пролетело поред планете Земље великом брзином, довољном да га Земља не зароби у своју орбиту, оно ће имати хиперболичну орбиту у односу на Земљу (а ако припада Сунчевом систему, имаће елиптичну путању у односу на Сунце).